# 許纘曾
許纘曾（1627年—1697年），字孝修，號鶴沙，直隸华亭（今上海市松江區）人，清初政治人物，同進士出身。

## 生平
出生於天主教世家，母許徐氏為明朝文淵閣大學士徐光啟孫女，聖名甘第大。許纘曾受其母影響，一歲時徐光啟將其抱至天主堂受洗，聖名巴西略。順治六年（1649年）登己丑科同進士，後不再供奉天主，未久蓄妾。順治末年，出任川東道。康熙九年（1670年），任雲南按察使，有同官謂其曰：「老先生既不遠迎夫人，又不娶一伴侶，似此寂寥，沽名太甚」。康熙十一年（1672年）乞歸，著有《滇行記程》、《東還記程》、《寶論堂稿》等。